# Edelsitz zu Harbach
Der Edelsitz zu Harbach lag vom 15. bis 17. Jahrhundert im Stadtteil Urfahr von Linz in Oberösterreich. 

## Geschichte
Auf dem Gut Harbach war seit dem Beginn des 15. Jahrhunderts das kleine Rittergeschlecht der Kienast ansässig. Die Kienasts sind sowohl im Mühlviertel wie auch in Amstetten in Niederösterreich nachweisbar. Ein Chunrat der Chienast lässt sich urkundlich erstmals 1396 nachweisen. Bereits 1406 siegelt dieser Chunrat der Kienast „zu Harbach“. Der Sohn des Chunrat hieß Mathes Kienast (* 1408) und war noch in der ersten Hälfte des 15. Jahrhunderts zu Harbach ansässig. Dann erwarb er das landesfürstliche Lehen, den Sitz von Tannbach (Dambach), in der Pfarre Gutau und begann auch, sich ab 1459 danach zu nennen. Mathes Kienast war von Christoph von Liechtenstein 1445 mit Harbach und weiteren Gütern belehnt worden. Bei seinem Tode 1519 (er war demnach 111 Jahre alt geworden!) hinterließ er sechs Kinder. Den Stammsitz Tannbach der Familie erhielt der Älteste, Albrecht Kienast. Die übrigen Güter, durchwegs Lehen der Herren von Liechtenstein, wurden unter den Geschwistern aufgeteilt. Vermutlich ist Harbach an Bartholome Khienast vom Tampach, den Jüngeren, gekommen. Dieser veräußerte 1535 seine Lehen in Urfahr und Linz, darunter auch den freien Edelmannsitz Harbach, an den kaiserlichen Rat Eberhart Merschlach von Reichenau und dessen Sohn Joachim. 
Die Reichenauer Linie der Marschlach ist mit dem unverheirateten Ehrenreich Marschlach, Sohn des Joachim, 1551 ausgestorben. Die Liechtensteinischen Lehen sind an den Lehensherrn zurückgefallen. 1553 verlieh Georg Hartmann von Liechtenstein  diese Güter an den Johann Baptista Pacheleb († 1560), kaiserlicher Rat und Kammerprokurator, auch Rektor magnificus der Universität Wien. Die Gerhaben des noch unvogtbaren Sohnes Karl verkauften 1561 die Besitzungen an Carl Haiden zu Achau und Gunderndorf, Besitzer der Herrschaft Reichenau. Dieser veräußerte bereits 1564 Harbach und weitere Liechtensteinsche Lehen an Christoph Hakhl von  Lustenfelden. Da Hakhl ohne Nachkommen 1577 starb, fiel sein Lehensbesitz an den Lehensherrn zurück. Hartmann von Liechtenstein belehnte 1577 Wolfgang Püdtler (Pitler), kaiserlicher Rat und Regent der niederösterreichischen Lande, mit Harbach. 1581 verkaufte dieser an die Jörger von Tollet. Helmhart Jörger und seine Brüder Wolfgang und Bernhart bekamen 1583 den Lehensbrief über den Sitz zu Harbach. Unter den Jörgern sank Harbach zu einem Bauerngut herab. 1633 wurde David Ungnad von Karl Eusebius von Liechtenstein noch mit dem „Sitz zu Harbach“ belehnt; ein späterer Lehensbrief von 1644 spricht nur mehr von dem „Gut zu Harbach“. Trotz mehrerer Versuche weiterer Jörger verblieb Harbach mit weiteren Liechtensteinischen Lehen im Besitz der Ungnad von Weissenwolff und bildeten den wesentlichen Bestand der neugeschaffenen Herrschaft Lustenfelden.

## Harbach heute
Der Sitz zu Harbach ist heute nicht mehr genau lokalisierbar, eventuell ist er mit dem Mayrgut bzw. dem Mair zu Harbach identisch. Aber auch heute noch erinnert  ein statistischer Bezirk in Urfahr mit dem Namen Harbachsiedlung an den früheren Edelsitz.